# Batrachostomus hodgsoni
Boca-de-sapo-rabilongo ou boca-de-sapo-indochinês (Batrachostomus hodgsoni) é uma espécie de ave da família Podargidae.
Pode ser encontrada nos seguintes países: Bangladesh, Butão, China, Índia, Laos, Myanmar, Tailândia e Vietname.
Os seus habitats naturais são: florestas temperadas.